# Saensung Chatchai
Saensung Chatchai (ur. 10 października 1990) – tajski zapaśnik walczący w stylu wolnym.
Srebrny medalista igrzysk Azji Południowo-Wschodniej w 2011 i brązowy w 2009 roku.